# Wahlbezirk Salzburg 2
Der Wahlbezirk Salzburg 2 war ein Wahlkreis für die Wahlen zum Abgeordnetenhaus im österreichischen Kronland Salzburg. Der Wahlbezirk wurde 1907 mit der Einführung der Reichsratswahlordnung geschaffen und bestand bis zum Zusammenbruch der Habsburgermonarchie.

## Geschichte
Nachdem der Reichsrat im Herbst 1906 das allgemeine, gleiche, geheime und direkte Männerwahlrecht beschlossen hatte, wurde mit 26. Jänner 1907 die große Wahlrechtsreform durch Sanktionierung von Kaiser Franz Joseph I. gültig. Mit der neuen Reichsratswahlordnung schuf man insgesamt 516 Wahlbezirke, wobei mit Ausnahme Galiziens in jedem Wahlbezirk ein Abgeordneter im Zuge der Reichsratswahl gewählt wurde. Der Abgeordnete musste sich dabei im ersten Wahlgang oder in einer Stichwahl mit absoluter Mehrheit durchsetzen. Der Wahlkreis Salzburg 2 umfasste die Salzburger Stadtteile Nonntal, Lehen, Riedenburg und Elisabethvorstadt und die damaligen Ortsgemeinden (heute Stadtteile von Salzburg) im Gerichtsbezirk Salzburg Maxglan, Gnigl, Leopoldskron, Aigen und Morzg. Aus der Reichsratswahl 1907 ging Artur Stölzel (Deutschen Volkspartei) als Sieger hervor, der sein Mandat auch bei der Reichsratswahl 1911 verteidigen konnte.

## Wahlen

### Reichsratswahl 1907
Die Reichsratswahl 1907 wurde am 14. Mai 1907 (erster Wahlgang) sowie am 23. Mai 1907 (Stichwahl) durchgeführt.

#### Erster Wahlgang
| Kandidat                                                                    | Partei                             | Wahlkreisstimmen | Prozent |
| --------------------------------------------------------------------------- | ---------------------------------- | ---------------- | ------- |
| Robert Preußler                                                             | Sozialdemokratische Arbeiterpartei | 2196             | 46,1 %  |
| Artur Stölzel                                                               | Deutsche Volkspartei               | 1430             | 30,0 %  |
| Josef Preis                                                                 | Christlichsoziale Partei           | 1114             | 23,4 %  |
| Sonstige                                                                    |                                    | 22               | 0,5 %   |
| Wahlberechtigte: 5164, Ungültige/Leere Stimmen: 74, Wahlbeteiligung: 93,6 % |                                    |                  |         |

#### Stichwahl
| Kandidat                                                                    | Partei                             | Wahlkreisstimmen | Prozent |
| --------------------------------------------------------------------------- | ---------------------------------- | ---------------- | ------- |
| Artur Stölzel                                                               | Deutsche Volkspartei               | 2413             | 51,1 %  |
| Robert Preußler                                                             | Sozialdemokratische Arbeiterpartei | 2308             | 48,9 %  |
| Wahlberechtigte: 5164, Ungültige/Leere Stimmen: 90, Wahlbeteiligung: 93,2 % |                                    |                  |         |

### Reichsratswahl 1911

#### Erster Wahlgang
Die Reichsratswahl 1911 wurde am 13. Juni 1911 (erster Wahlgang) sowie am 20. Juni 1911 (Stichwahl) durchgeführt.
| Kandidat                                                                     | Partei                             | Wahlkreisstimmen | Prozent |
| ---------------------------------------------------------------------------- | ---------------------------------- | ---------------- | ------- |
| Robert Preußler                                                              | Sozialdemokratische Arbeiterpartei | 2331             | 43,7 %  |
| Artur Stölzel                                                                | Deutsche Volkspartei               | 2131             | 39,9 %  |
| Franz Gollacker                                                              | Christlichsoziale Partei           | 773              | 14,5 %  |
| August Flotzinger                                                            | Alldeutsche Vereinigung            | 70               | 1,3 %   |
| Sonstige                                                                     |                                    | 31               | 0,6 %   |
| Wahlberechtigte: 5843, Ungültige/Leere Stimmen: 132, Wahlbeteiligung: 89,1 % |                                    |                  |         |

#### Stichwahl
| Kandidat                                                                     | Partei                             | Wahlkreisstimmen | Prozent |
| ---------------------------------------------------------------------------- | ---------------------------------- | ---------------- | ------- |
| Artur Stölzel                                                                | Deutsche Volkspartei               | 2413             | 53,9 %  |
| Robert Preußler                                                              | Sozialdemokratische Arbeiterpartei | 2308             | 46,1 %  |
| Wahlberechtigte: 5843, Ungültige/Leere Stimmen: 131, Wahlbeteiligung: 93,4 % |                                    |                  |         |